# Априлци (Пазарджикская область)
Априлци (болг. Априлци) — село в Болгарии. Находится в Пазарджикской области, входит в общину Пазарджик. Население составляет 547 человек.

## Политическая ситуация
В местном кметстве Априлци, в состав которого входит Априлци, должность кмета (старосты) исполняет Величка Димитрова Георгиева (Болгарская социалистическая партия (БСП)) по результатам выборов правления кметства 2007 года.
Кмет (мэр) общины Пазарджик — Тодор Димитров Попов (независимый) по результатам выборов 2007 года в правление общины.